# Dù sao Trái Đất vẫn quay

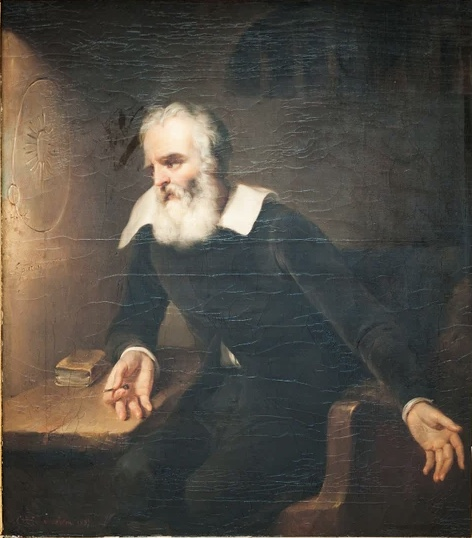
Ảnh của một bức tranh, được cho là do Bartolomé Esteban Murillo vẽ, miêu tả cảnh Galileo nhìn lên một bức tường của một căn phòng giam, trên đó có ghi dòng chữ "E pur si muove".

"Dù sao Trái Đất vẫn quay" (tiếng Ý: E pur si muove hoặc Eppur si muove [epˈpur si ˈmwɔːve]; dịch trực tiếp: Dù sao nó vẫn chuyển động) là một câu nói được cho là của nhà toán học, nhà vật lý học và triết gia Galileo Galilei (1564-1642) vào năm 1633 sau khi ông bị buộc phải công khai rút lại sự ủng hộ của mình với thuyết nhật tâm, rằng Trái Đất chuyển động quanh Mặt Trời. Ở đây, hàm ý của câu nói này là: bất chấp việc ông phải rút lại sự ủng hộ của mình với thuyết nhật tâm, phán quyết của Tòa án dị giáo Rôma, hay bất kì học thuyết hay niềm tin nào của con người, Trái Đất vẫn chuyển động quanh Mặt Trời, chứ không phải ngược lại.

## Lịch sử
Theo Stephen Hawking, một số sử gia cho rằng sự kiện này đã xảy ra khi Galileo được chuyển đi từ quản thúc tại gia vĩnh viễn dưới sự giám sát của Tổng giám mục Ascanio Piccolomini đến "một căn nhà khác trên một ngọn đồi ở Firenze". Căn nhà này cũng thuộc quyền sở hữu của ông, biệt thự Villa Il Gioiello ở Arcetri.
Cuốn tiểu sử đầu tiên về Galileo, do Vincenzo Viviani, học trò của ông, viết vào năm 1655-1656, không hề nhắc đến câu nói này, và những bản ghi chép từ phiên tòa của ông cũng không đề cập đến nó. Một số tác giả cho rằng việc Galileo nói điều đó trước Tòa án dị giáo Rôma nếu có xảy ra là rất bất thận trọng.

Sự kiện này được ghi lại lần đầu tiên bằng tiếng Anh vào năm 1757 bởi Guiseppe Baretti trong sách The Italian Library, hơn một thế kỷ sau khi Galileo đã qua đời::357
Lúc được trả tự do, ông nhìn lên trời rồi nhìn xuống đất, giẫm chân và nói trong sự trầm ngâm, Eppur si muove, nghĩa là, dù sao Trái Đất vẫn quay.
Sách này được xuất bản trong cuốn Querelles Littéraires năm 1761.
Vào năm 1911, cụm từ "E pur si muove" được tìm thấy trên một bức tranh thuộc sở hữu của nhà sưu tầm nghệ thuật Jules van Belle từ Roeselare, Bỉ. Bức tranh này được vẽ vào năm 1643 hoặc 1645 (chữ số cuối của năm vẽ không đọc được rõ), trong vòng một hoặc hai năm từ khi Galileo qua đời. Chữ ký trên tranh cũng không rõ nhưng van Belle cho rằng tác giả là một họa sĩ người Tây Ban Nha ở thế kỷ 17 tên là Bartolomé Esteban Murillo. Có vẻ như bức tranh này chứng minh rằng một dị bản của câu chuyện về câu nói "Eppur si muove" đã được lan truyền ngay sau khi ông chết, khi mà những người gần gũi với ông vẫn còn sống để có thể xác thực câu chuyện, và câu chuyện đã được lan truyền hơn một thế kỷ trước khi được ghi lại trong sách vở.:357 Tuy nhiên, bức tranh này được phát hiện là gần giống y hệt với một bức tranh khác được vẽ vào năm 1837 bởi Eugene van Maldeghem, và các chuyên gia nghệ thuật nghi ngờ rằng bức tranh của van Belle không phải do Murillo vẽ, thậm chí họ còn nghi ngờ rằng bức tranh này không được vẽ trước thế kỳ 19.
Thẩm phán Tòa án Tối cao Hoa Kỳ Antonin Scalia được đồn là đã trao các giải thưởng "E pur si muove" cho những thẩm phán tòa án quận bị tòa phúc thẩm hủy bản án nhưng sau đó được chấp nhận bởi Tòa án Tối cao.